# عبد الغني الدقر
عبد الغني بن محمد علي بن عبد الغني بن محمد علي بن عبد الغني الدقر الحسيني الشافعي (1917م - 1335هـ / 2002م - 1423هـ)، فقيه وأديب ومؤرخ ولغوي سوري، يعد من كبار أعلام بلاد الشام في القرن العشرين الميلادي، له مؤلفات عديدة في مجالات مختلفة. والده علي الدقر صاحب نهضة علمية في بلاد الشام.

## مولده ونشأته
ولد عبد الغني الدقر في دمشق في حي زقاق البرغل في باب الجابية عام 1917م، كان أبوه علي الدقر من رواد العلم وصاحب نهضة علمية في بلاد الشام، وأمه بدرية مرادي توفيت وعمر عبد الغني سنتان ونصف. في الخامسة من عمره التحق في الكُتَّاب، وقرأ ختمة كاملة على الشيخ عز الدين العرقسوسي، بعد ذلك ألحقه والده بالمدرسة التجارية في دمشق، ووُضع في الصف الرابع مباشرة، فدرس فيها إلى الصف التاسع. تخرج من المدرسة عام 1928م وعمره 12 عاما. اتجه عبد الغني لقراءة الكتب الأدبية بعد أن أهداه الأستاذ منير الفقير  كتاب (في سبيل التاج) لمصطفى المنفلوطي، أعجب عبد الغني بهذا الكتاب إعجابا كبيرا، فطلب منه أن يؤمن له كتب المنفلوطي كاملة. ثم اتجه بعد ذلك لمطالعة كتب الأقدمين فقرأ (البيان والتبيين) للجاحظ، ومنذ ذلك الوقت عكف على قراءة الكتب الأدبية الأصيلة.
درَّس عبد الغني علم النحو في دمشق في عدة مساجد، حيث درس متن الآجرومية ولم يتجاوز عمره الخامسة عشر، وكتاب قطر الندى وبل الصدى، وشذور الذهب، وشرح ابن عقيل على ألفية ابن مالك.
كان الشيخ أبو اليسر عابدي يعجب بذكائه وفطنته، وفي إحدى المرات كان عبد الغني حاضرا في أحد دروس بدر الدين الحسني، فاستعصت عبارات على بعض الطلبة، فسألهم عنها بدر الدين الحسني، فلم يجبه عنها إلى عبد الغني، فأعجب بذلك بدر الدين الحسني وأثنى عليه. ويذكر أنه في إحدى المرات كان يحضر حفل زفاف، وكان الشيخ محمد بهجت البيطار يخطب في هذا الحفل، فكان مما قال: (عبد الغني شاب لا كالشباب). فلما انتهى من خطبته، قال له عبد الغني: (يا شيخ بهجت أنت ذممتني ولم تمدحني). فقال له: (كيف ذلك؟). فرد عليه عبد الغني فقال: ( أنت قلت عبد الغني شاب لا كالشباب، أي أن صفات الشباب لا تتوافر في، والصواب في ذلك أن تقول شاب دون الشباب). فقال له: (ما دليلك؟). فذكر له أن المبرد ذكر ذلك في كتابه (الكامل).
في عام 1956 دعي عبد الغني الدقر إلى زيارة مصر، ضمن وفد يمثل علماء الشام. وكان الرئيس شكري القوتلي  ينادي عبد الغني الدقر يطلب منه تصحيحا لغويا، أو استشارة في ذلك، لنبوغه في اللغة العربية، على حداثة سنه. التقى عبد الغني مع محمد كرد علي، وتناقشوا في مواضيع شتى، فأعجب به كرد علي ودعاه لإلقاء المحاضرات في المجمع العلمي العربي بدمشق، كما طلب منه أن يحقق كتاب (تاريخ دمشق) لابن عساكر، فحقق منه الجزء السابع.

## مشايخه
قرأ عبد الغني الدقر العلوم الشرعية والعربية على كبار علماء عصره، فقرأ التوحيد، والتفسير، والحديث، والفقه الشافعي، وأصول الفقه، والمالكية والحنفية، والنحو، والأدب والمنطق. ومن المشايخ الذين تعلم على يديهم:
- بدر الدين الحسني: محدث الديار الشامية في وقته، حيث قرأ عليه (السنوسية الكبرى) في التوحيد، وسمع عليه معظم (الجامع المسند الصحيح) للبخاري، ومعظم (صحيح مسلم)، وكتاب (الترغيب والترهيب) للمنذري، ولازمه مدة طويلة. وسمع منه بعض الأحاديث المسلسلة: وهي المسلسل بالأولية، والمسلسل بالدمشقيين، والمسلسل بإئمة الشافعية. وأجازه إجازة عامة بسائر مروياته.
- محمد أيمن سويد: قرأ عليه (شرح نظم السلم المنورق) في المنطق، و(لب الأصول) للقاضي البيضاوي. وأجازه إجازة عامة بسائر مروياته. وأجازه إجازة عامة بسائر مروياته.
- والده علي الدقر: قرأ عليه الفقه الشافعي، والأصول والبلاغة، فقرأ عليه (حاشية الباجوري على شرح ابن القاسم الغزي)، و(حاشية البجيرمي على الخطيب الشربيني)، و(مغني المحتاج في حل ألفاظ المنهاج) للخطيب، و(نهاية المحتاج) للرملي حتى الجزءالسابع، و(نهاية السول في علم الأصول) للأسنوي. وأجازه إجازة عامة بسائر مروياته.
- محمود العطار: قرأ عليه (تفسير البيضاوي) من الفاتحة إلى سورة الأنعام، و(شرح المفصل للزمخشري) لابن يعيش، و(شرح الرضي على الكافية) لابن الحاجب. وأجازه إجازه عامة بسائر مروياته.
- عبد الرحمن الخطيب: قرأ عليه في الفقه الشافعي.
- عبد القادر المغربي: قرأ عليه (الأمالي) لأبي علي القالي.
- محمد هاشم الخطيب: قرأ عليه النحو والبلاغة.
- عز الدين التنوخي: قرأ عليه (الكامل) للمبرد، و(المعلقات) وشرحها، و(ديوان جرير)، و(شرح الحماسة) للتبريزي.
- عبد الوهاب دبس وزيت الشهير بالحافظ: قرأ عليه ختمة كاملة نظرا، ولازمه منذ صغره. وأجازه إجازة خاصة في القرآن الكريم، وإجازة عامة بسائر مروياته.
- حسن حبنكة الميداني: قرأ عليه في علم الأصول (الورقات) للجويني، و(منتهى السول والأمل في علمي الأصول والجدل) لسيف الدين الآمدي، وبعضا من كتاب (المستصفى) للغزالي. وأجازه إجازة عامة بسائر مروياته.
- أبو اليسر عابدين: قرأ عليه أصول الأحناف، فقرأ عليه (أصول السرخسي). وأجازه إجازة عامة بسائر مروياته.

## مؤلفاته
كان لعبد الغني الدقر مساهمات كبيرة في مجال الكتابة والتأليف، فألف في مجال العلوم الشرعية، واللغة العربية، والتاريخ والتراجم:
- ففي العلوم اوالدراسات الإسلامية:

1. مختصر تفسير الخازن - لباب التأويل في معاني التنزيل.
2. محاضرات في الدين والتاريخ والاجتماع: وهو أول كتاب صدر له.
3. لمحات من الكتاب والنبوة والحكمة.
4. فهرس مخطوطات دار الكتب الظاهرية - الفقه الشافعي: وهو أول كتاب يصدر في فهرسة مخطوطات مذهب من المذاهب لمحتويات دار الكتب الظاهرية.
5. صحيح الأدعية والأذكار.
6. صحيح الآثار في الأدعية والأذكار.
7. قصة إبليس والراهب.
8. الدعوة من القرآن إلى القرآن.

- وفي العلوم العربية:

1. معجم النحو.
2. معجم القواعد العربية في النحو والتصريف.

- وفي التاريخ والتراجم:

1. الإمام مالك بن أنس إمام دار الهجرة.
2. الإمام الشافعي فقيه السنة الأكبر.
3. أحمد بن حنبل إمام أهل السنة.
4. سفيان بن عيينة شيخ شيوخ مكة في عصره.
5. الإمام سفيان الثوري أمير المؤمنين في الحديث.
6. الإمام النووي شيخ الإسلام والمسلمين.

### مقالاته
وكان عبد الغني الدقر يشارك في الكتابة في العديد من الصحف والمجلات، فكتب في صحيفة (الأيام) لنصوح بابيل، والمرأة، وكتب في (الرسالة) القاهرية، وفي مجلة (حضارة الإسلام)، ومجلة (مجمع اللغة العربية) بدمشق، حيث كتب فيها أبحاث عدة هي:
1. الشباب في عهد رسول الله ﷺ.
2. اعتزال الجاحظ.
3. العالم العربي.

وكتب بحثا عن (التربية عند الإمام الشافعي) نشر في السعودية ضمن عدة أبحاث.

## آراءه وانتقاداته
لعبد الغني الدقر آراء عدة في مختلف علوم الشريعة واللغة العربية، منها:
- في علم الكلام: حيث يميل إلى رأي السلف، ويجل الإمام أحمد بن حنبل، ويرى أن قول الأشاعرة استوى بمعنى استولى لا يصح لغة.
- وفي علم المنطق: يحذو حذو الغزالي، بأن الفلاسفة كفروا في ثلاثة أشياء: قدم العالم، وأن الله يبعث الأرواح دون الأجساد، وأنه لا يعلم الجزئيات.
- وفي الفقه: ملتزم بالمذهب الشافعي إلا أنه أخذ بقول ابن تيمة في مسألة الطلاق الثلاث في مجلس واحد. غير أنه كان لا يفتي بذلك.
- وفي الحديث النبوي: فإنه لا يرى الأخذ بالحديث الضعيف مطلقا، حتى في فضائل الأعمال.
- وفي اللغة العربية: له تعقيبات على (القاموس المحيط)، ويأخذ عليه أن مصنفه الفيروزآبادي، يقول في كلمة بالمثلثة دلالة على جواز الحركات الثلاث عليها، ويقول: والصواب أنه لا يجوز إلا وجه واحد.

## آراء العلماء فيه
- قال الشيخ عبد الوهاب دبس وزيت: إذا أردت أن تتقن قراءة القرآن، اذهب إلى الشيخ عبد الغني ثم تعال إلي.
- وقال الشيخ علي الطنطاوي:[11] «لقد ورد أن الله يبعث لهذه الأمة  على رأس كل مئة سنة من يجدد لها دينا، أي ينقيه مما علق فيه من البدع والمحدثات، حتى يرده إلى أهله كما نزل الوحي، وبينه الرسول الكريم ﷺ. وكذلك يحي الله بالرجل الواحد بلدا ميتا فيه الأدب والعلم، ورب رجل واحد يكون على يديه نهضة شعب، إن كان في هؤلاء الرجال المصلح والمفسد، ومن هو من حزب الرحمن ومن هو من حزب الشيطان، فعليكم بالبقية الباقية من أقطاب الأدب، أطلقوا أيدهم في مناهج العربية وكتبها، ولا تجعلوا الشهادات وحدها هي الميزان، فإن كثيرا ممن أعرف اليوم معرفة بالأدب العربي الحق، ممن درس كتبه الكبرى، كالكامل للمبرد، والآملي للقالي، لم يكونوا يحملون شهادات من أساتذة الجامعات، من هؤلاء الذين أعرفهم: محمود محمد شاكر في مصر، وعبد الغني الدقر في الشام، ولكنني أدعو إلى أمثال هؤلاء قبل أن يستأثر الله بهم.»
- وقال الشيخ كريم راجح: عالم حر.[12]

## وفاته
توفي عبد الغني الدقر مساء يوم الخميس الخامس عشر من شوال عام 1423 هجري الموافق التاسع عشر من كانون الأول عام 2002م. ودفن في مقبر الباب الصغير عن عمر الخامسة والثمانين، وصلى عليه ابن أخيه منذر بن أحمد الدقر. حضر جنازته بعض علماء الشام أمثال، محمد سعيد رمضان البوطي، وعبد الفتاح البزم، ومحمد عوض، وعبد القادر أرناؤوط، وحسام الدين فرفور.